# Pouilly (Oise)
Pouilly település Franciaországban, Oise megyében. Lakosainak száma 153 fő (2022. január 1.). Pouilly Beaumont-les-Nonains, Senots, Valdampierre, Les Hauts-Talican és Montchevreuil községekkel határos.

## Népesség
A település népességének változása:
| Lakosok száma | 152  | 149  | 154  | 156  | 160  | 159  | 158  | 158  | 153  |
|               | 2013 | 2015 | 2016 | 2017 | 2018 | 2019 | 2020 | 2021 | 2022 |